# شمسی حکمت
شمسی مرادپور حمت (۱۹۱۷–۲ ژوئیه ۱۹۹۷) فعال حقوق زنان اهل ایران بود و اصالات یهودی داشت. وی از پیشگامان اصلاحات در وضعیت زنان در ایران بود. او اولین سازمان زنان یهودی ایرانی (سازمان بانوان یهود ایران) را در سال ۱۹۴۷ میلادی تأسیس کرد. او پیس از انقلاب ۱۳۵۷ به ایالات متحده مهاجرت کرد و سازمان زنان یهودی ایرانی کالیفرنیای جنوبی را برای کمک به خانواده‌ها و دانش‌آموزان فقیر تأسیس کرد.

## زندگی‌نامه
حکمت در سال ۱۹۱۷ در تهران زاده شد. پس از تحصیل در مدرسه آمریکایی، فارغ‌التحصیلی از کالج سیج تهران را گذراند. او مدرسه بین‌المللی حکمت را (۱۹۵۰–۱۹۷۹) در تهران تأسیس کرد و مدیر و مالک آن بود. در سال ۱۹۴۷، پروین حکیم، شاگرد حکمت، که بشگاه خواهان را تأسیس کرد، از حکمت درخواست کرد تا یک سازمان زنان یهودی برای ایجاد آگاهی در بین زنان یهودی در رشته‌های مشخص ایجاد کند.  در نتیجه، حکمت به همراه نه نفر دیگر، سازمان بانوان یهودی ایران را تأسیس کرد. تحت نظارت این سازمان پنج مهدکودک در شهرک‌های یهودی نشین فقیرنشین در مناطق مختلف کشور به بهره‌برداری رسید. این مراکز «آموزش، پوشاک، غذا و سرپناه» رایگان را برای کودکان فقیر فراهم می‌کردند. این سازمان همچنین آموزش بزرگسالان و آموزش حرفه ای آنها را ترویج کرد و در هنگام بلایای طبیعی کمک‌های بیشتری را گسترش داد. حکمت این سازمان را «معجزه یا انقلابی در زندگی اجتماعی زنان یهودی ایران» نامید. او به‌عنوان یکی از اعضای کمیته مرکزی سازمان زنان ایران (که توسط شاه ایران در سال ۱۹۶۶ تأسیس شده بود)، نقش مهمی در به دست آوردن حقوق ارث زنان یهودی در جامعه داشت.  او همچنین در انجمن یهودیان ایالات متحده در ایالات متحده سخنرانی کرد. حکمت به‌عنوان نماینده جامعه یهودی در کنفرانس کمیسیون سازمان ملل متحد در مورد وضعیت زنان در تهران شرکت کرد. 
حمت پس از انقلاب ۱۳۵۷ در همان سال به آمریکا مهاجرت کرد. او از رفتن راضی نبود زیرا گفت: «دو سال اول در ایالات متحده عملاً از خانه بیرون نمی‌رفتم. من خیلی ناراضی بودم. من نمی‌خواستم ایران را ترک کنم. در واقع، اسناد از طبقه‌بندی خارج شده نشان می‌دهد که او تنها زن در میان هیئتی متشکل از ۱۰ ایرانی به کاخ سفید بود که راه‌حلی را برای جلوگیری از فرمان اجرایی رئیس‌جمهور کارتر برای اخراج ایرانیان تسهیل کرد. او در ایالات متحده سازمان زنان یهودی ایرانی در کالیفرنیای جنوبی را تأسیس کرد که به افراد فقیر و دانشجویان کمک مالی می‌کرد. از دیگر فعالیت‌های برجسته وی می‌توان به موارد زیر اشاره کرد: راه‌اندازی «فصل دوستان فارسی شهر امید» در سال ۱۳۶۰ به‌عنوان یک جنبش جمع‌آوری سرمایه برای کمک به مرکز پزشکی شهر امید. ایجاد «گروه هیفا» از بخش بورلی هیلز هاداسا در سال ۱۹۸۲ میلادی. برای این کمک‌ها، در سال ۱۹۸۹، او به عنوان ریاست افتخاری زندگی هداسا اعطا شد.